# 明石市立衣川中学校
明石市立衣川中学校（あかししりつ きぬがわちゅうがっこう）は、兵庫県明石市南王子にある公立中学校。
地元での通称は「衣中」もしくは「衣川中」。

## 概要
1947年3月31日、教育基本法の公布により義務教育6・3制が実施されると共に、衣川中学校は、明石市山下町2丁目804の2番地にあった明石国民学校（現・明石小学校）に併設し発足した。当時、明石国民学校校舎の1棟10教室を借り受け、錦城中学校・女子商業学校とともに、講堂・運動場・特別教室を共用していた。6か月を経て、1947年9月1日、明石市上水町1977番地大観国民学校（現・大観小学校）に移転。1949年4月1日より1950年1月まで王子小学校に分校（5学級）を併設。1950年1月南王子町に校舎が落成すると共に移転し現在に至る。
衣川というのはこの中学校の東側を流れる明石川の別名である。

## 変遷・沿革
- 1947年
  - 3月14日 - 明石市立衣川中学校長事務取扱いとして、松村定雄着任
  - 4月20日 - 初代校長に松村定雄着任
  - 4月22日 - 明石市立衣川中学として明石国民学校内に開校、校区は大観・王子・林の三小学校区
  - 9月26日 - 開校記念式を挙行
- 1948年11月4日 - 第2代校長に山本武一着任
- 1950年3月11日 - 新校舎2棟（18教室）竣工、校舎落成記念式挙行、王子分校を廃止
- 1952年10月25日 - 開校5周年記念式挙行、校歌制定
- 1957年
  - 4月15日 - 第3代校長に井上市郎着任
  - 10月22日 - 創立10周年記念式典挙行、記念誌“10年史”刊行
- 1959年4月8日 - 第4代校長に横山信夫着任
- 1966年3月20日 - 体育館兼講堂落成記念式拳行
- 1967年4月7日 - 第5代校長に福嶋正一着任
- 1970年7月1日 - クラブ後援会発足
- 1971年5月25日 - 衣川中学校クラブ振興会発足
- 1972年4月1日 - 第6代校長に山田忠一着任
- 1974年8月20日 - 全国中学校バスケットボール大会男子バスケットボール部優勝
- 1976年4月1日 - 第7代校長に池内三郎着任
- 1978年1月11日 - 創立30周年記念式明石市民会館において挙行、記念誌“30年のあゆみ”刊行
- 1984年
  - 4月1日 - 第8代校長に大橋良男昇格
  - 4月22日 - 衣川コミュニティセンター竣工
  - 8月24日 - 全国大会男子ハンドボール部第3位
- 1986年4月1日 - 第9代校長に万波荒治着任
- 1989年4月1日 - 第10代校長に小野元着任
- 1990年
  - 3月31日 - 東校舎、来賓、生徒用玄関竣工
  - 10月30日 - 校舎大規模改造工事第1期竣工（北校舎外装、東トイレ改修）
- 1991年12月1日 - 校舎大規模改造工事第2期竣工（音楽室、美術室）
- 1992年
  - 4月1日 - 第11代校長に竹下喬着任
  - 4月13日 - 衣川清流館（武道館）披露式
  - 8月21日 - 全国大会水泳部出場
  - 10月12日 - 校舎大規模改造工事第3期竣工（北校舎1階改修）
- 1993年1月24日 - ジュニアオリンピック全国大会女子ハンドボール部出場
- 1994年
  - 4月1日 - 第12代校長に加賀喜久雄昇格
  - 11月30日 - 校舎大規模改造工事第4期竣工（東校舎）
- 1995年
  - 8月20日 - 全国中学校総体育女子ハンドボール部出場ベスト8、剣道部・水泳部出場（個人）
- 1996年
  - 4月1日 - 第13代校長に青山誠一着任
  - 8月22日 - 全国大会水泳部、女子ハンドボール部出場
  - 11月16日 - 創立50周年記念式典挙行、創立50周年記念誌「衣川中学校50年の歩み」刊行
  - 8月22日 - ジュニアオリンピック陸上部出場
- 1998年
  - 8月21日 - 全国大会陸上部出場
  - 11月2日 - 幼稚園との交流学習（1年生と校区幼稚園児）
  - 11月3日 - ジュニアオリンピック陸上部出場
  - 11月9日 - トライやるウィーク（2年生）
  - 12月25日 - 女子ハンドボール部　ジュニアオリンピックに選抜出場（2名）
- 1999年
  - 6月11日 - 兵庫県防犯協会連合会長から優良防犯団体として表彰される。
  - 11月21日 - 衣川中ネットディ成功（270名のボランティアでネット工事を完成）
- 2000年
  - 2月1日 - NIE研究授業
  - 3月19日 - 「生き方学習・職業を通して語る人生」（1年、講師：校区の方6名）
  - 6月5日 - 1年総合学習地域を歩く
  - 7月1日 - 少年を守る環境浄化推進協議会発足式
  - 11月3日 - 環境浄化啓発パレード実施
  - 11月6日 - 薬物乱用防止キャラバンカ－学習
  - 11月13日 - 芦屋市立精道中学校とTV会議
- 2001年4月1日 - 第14代校長に田渕洋三着任
- 2003年
  - 2月28日 - 体育館完成
  - 4月1日 - 第15代校長に原昭一着任
  - 5月18日 - 体育館竣工記念式典
- 2004年4月1日 - 第16代校長に大西亥一郎着任
- 2005年4月1日 - 第17代校長に大北兼光着任
- 2009年4月1日 - 第18代校長に生田修司着任
  - 5月18日〜22日 - 新型インフルエンザ感染防止のため県下全域学校閉鎖
  - 7月1日 - 市総合体育ハンドボール部・女子バスケットボール部・サッカー部優勝
  - 7月22日 - 東播総合体育サッカー部・女子バスケットボール部優勝
  - 7月27日 - 県総合体育サッカー部・女子バスケットボール部・柔道部・剣道部・陸上部出場
  - 8月7日 - 近畿総合体育剣道部出場
- 2011年
  - 4月1日 - 第19代校長に山口浩一郎着任
  - 8月11日 - 兵庫県吹奏楽コンクール吹奏楽出場
- 2012年
  - 7月9日 - 明石市総合体育大会野球部1991年以来21年ぶり優勝
  - 7月30日 - 県総合体育大会男子ハンドボール部第3位
  - 8月9日 - NHK合唱コンクール兵庫県予選出場、県教育委員会賞受賞
  - 10月28日 - 東播地区新人総合体育男子バスケットボール部第3位、県新人大会出場
- 2013年7月20日〜2014年2月末 - 南・西校舎耐震補強工事
- 2014年4月1日 - 第20代校長に寺岡錠平着任
- 2015年
  - 7月25日 - 県総合体育陸上部男子800m・1500m1位
  - 8月7日 - 近畿・全国中学校総合体育大会男子出場
  - 10月17日・18日 - 東播新人大会卓球部男子団体優勝
  - 10月23日 - 文化発表会・文化鑑賞会(盲目のミュージシャン木下航志コンサート)
- 2016年
  - 4月1日 - 第21代校長に村崎和幸着任
  - 9月17日 - 創立70周年記念第70回体育大会
- 2017年
  - 11月2日 - 兵庫県理科研究大会
  - 11月15日 - 明石市教育委員会指定体育科研究発表会
- 2018年
  - 4月2日 - 第22代校長に利一裕着任
  - 6月30日 - 全日本中学校通信兵庫大会男子100m2位
- 2019年
  - 10月11日 - 第50回ジュニアオリンピック陸上競技大会女子200m出場
  - 11月22日 - 明石教育委員会指定生徒指導研究発表会

## 学区
衣川中学校には、
- 林小学校
- 大観小学校
- 王子小学校

上記の3つの小学校の児童が主に入学してくる。

## 目標

### 教育目標
教育目標 
正しく・明るく・強く
 校訓 
責任・創意・連帯・自律
 めざす学校像 
1. 学びたくなる学校
2. 信頼と愛情のある学校
3. 感動のある学校
4. 規律のある学校
5. 美しい学校
6. 連携する学校

 三つの願い〜みんなでみんなを〜 
- 美しさがわかる人になろう
- 人権と生命を大切にする人になろう
- 自分の頭で考える人になろう

—明石市立衣川中学校,HPより

 この詩は荒れている状況にあった衣川中学校を改革するため1977年に当時の校長池内三郎によって考え出されたものである。現在でも各教室や体育館など、学校のさまざまな場所で掲示されている。

### 校章
校章の案は当時の2回生が考えたものに、美術担当教諭が指導を加えて完成されたものである。外周の16弁は菊の花を表していて、明石川の別名衣川が訛って菊川とも言われていたことから用いられ、菊の代表的な色の黄色が彩られている。中心の「中」は中学校を表しており、その縦の3本線は明石川を表している。

### 校歌
校歌は創立5周年を記念してつくられた。作詞は2代目校長の山本武一によるもので、作曲は当時の音楽担当教諭松下三郎が担当した。目指す人間育成と、風光明媚な瀬戸内の自然が歌われている。

## 年間行事
特に記述がない限りは全校行事である。
4月
- 始業式
- 入学式
- 離任式
- 着任式
- 歓迎会
- 家庭訪問
- 創立記念日（4月22日）など

5月
- PTA総会
- 校外学習「地域を歩こう」（1年）
- 修学旅行
- 健康診断
- 第1回定期考査など

6月
- 生徒総会
- トライやるウィーク（2年）
- 教育実習
- 第2回定期考査など

7月
- 市総体（明石市総合体育大会）壮行会
- 総合体育大会
- 三者懇談会
- 大掃除
- 終業式など

8月
- 夏休み
- 学年登校日など

9月
- 始業式
- 課題テスト
- 体育大会など

10月
- 市新人総合体育大会
- 第3回定期考査

11月
- 文化発表会
- 連合音楽会
- 進路説明会（3年）
- 幼中交流学習（1年）
- 第4回定期考査など

12月
- 生徒会執行部役員選挙
- 実力テスト（3年）
- 三者懇談会
- 終業式
- 冬休みなど

1月
- 始業式
- スキー実習（1年）
- 防災訓練など

2月
- 私立高校入試
- 就職試験、推薦入試
- 新入生説明会
- 第5回定期考査など

3月
- スポーツ大会
- 3年生を送る会
- 卒業式
- 終了式
- 春休みなど

※体育大会と文化発表会は二大行事と呼ばれている。体育大会は、組体操やダンスなどのマスゲームに力を入れており、保護者だけでなく、卒業生や地域に住む人々の観覧も多い。文化発表会は合唱をメインとしている。

## 部活動

### 運動部
- 陸上競技部
- 野球部
- サッカー部
- ソフトテニス部
- 女子バレーボール部
- バスケットボール部　　第4回(1974年)全国中学校バスケットボール大会にて、男子チームが優勝
- 剣道部
- 柔道部
- 卓球部

### 文化部
- 吹奏楽部
- 芸術部

## 委員会活動
- HR委員会
- 文化委員会
- 保健体育委員会
- 生活委員会
- 図書学習委員会
- 美化委員会
- 放送委員会
- 選挙管理委員会

※委員会も生徒数や教員数の減少により再編された。保健体育委員会は保健委員会と体育委員会の合併、図書学習委員会は図書委員会と学習委員会を合併したものである。また、生活委員会は風紀委員会を改称したもので、放送委員会は放送班を格上げしたものである。

## 制服
- 男子　
  - 冬服は標準的な学生服上下である。
  - 夏服はポロシャツ、スラックスである。
- 女子　
  - 冬服はブレザー、ブラウス、ジャンパースカートまたはスラックスである。
  - 夏服はポロシャツ、吊りスカートまたはスラックスである。

## 学校周辺
- 明石川
- 船上城跡
- 宝蔵寺
- 岩屋神社
- 明石警察署

## 著名な出身者
- 佐野貴英（元プロ野球選手、横浜大洋ホエールズ）1985年度卒業
- 益田大介（元プロ野球選手、東北楽天ゴールデンイーグルス）1988年度卒業

## 交通アクセス
- JR西日本明石駅・山陽電鉄山陽明石駅から西へ1.4km、神姫バス・南王子町バス停下車
- 山陽電鉄西新町駅から南へ530m

## 学区が隣接している学校
- 明石市立望海中学校
- 明石市立野々池中学校
- 神戸市立王塚台中学校
- 神戸市立玉津中学校
- 明石市立錦城中学校
- 明石市立大蔵中学校 （海を挟んで隣接。）